# امسرا (إفران أطلس الصغير)
امسرا هي إحدى مشيخات المملكة المغربية، تتبع جغرافيا لإقليم كلميم وإداريًا لإفران أطلس الصغير. يقدر عدد سكانها بـ 3132 نسمة حسب الإحصاء الرسمي للسكان والسكنى لسنة 2004.